# Большая Пустомержа
Больша́я Пустоме́ржа (фин. Pustoperä) — деревня в Кингисеппском районе Ленинградской области. Административный центр Пустомержского сельского поселения.

## История
Впервые упоминается в Писцовой книге Водской пятины 1500 года как село Пустомержа в Егорьевском Ратчинском погосте Ямского уезда.
На карте Ингерманландии А. И. Бергенгейма, составленной по шведским материалам 1676 года, обозначена как безымянная мыза.
На шведской «Генеральной карте провинции Ингерманландии» 1704 года — как деревня Pustamersie.
Как деревня Пустамяки она обозначена на «Географическом чертеже Ижорской земли» Адриана Шонбека 1705 года.
Деревня Пустомержа обозначена на карте Санкт-Петербургской губернии Я. Ф. Шмидта 1770 года.
На карте Санкт-Петербургской губернии Ф. Ф. Шуберта 1834 года упоминается как деревня Пустомержа на реке Пустомержа, состоящая из 35 крестьянских дворов. При деревне обозначены две водяных мельницы.

ПУСТОМЕРЖА — мыза принадлежит действительному статскому советнику Веймарну, число жителей по ревизии: 14 м. п., 15 ж. п. (1838 год)

В пояснительном тексте к этнографической карте Санкт-Петербургской губернии П. И. Кёппена 1849 года она записана как деревня Pustoperä (Пустомержа) и указано количество её жителей на 1848 год: савакотов — 12 м п., 13 ж. п., всего 25 человек, русских — 257 человек.
На карте профессора С. С. Куторги 1852 года обозначена как деревня Пустомержа из 33 дворов.

ПУСТОМЕРЖИ БОЛЬШИЕ — деревня графини Зубовой, 10 вёрст почтовой, а остальное по просёлочной дороге, число дворов — 36, число душ — 97 м. п. (1856 год)

БОЛЬШАЯ ПУСТОМЕРЖА — деревня, число жителей по X-ой ревизии 1857 года: 101 м. п., 130 ж. п., всего 231 чел.

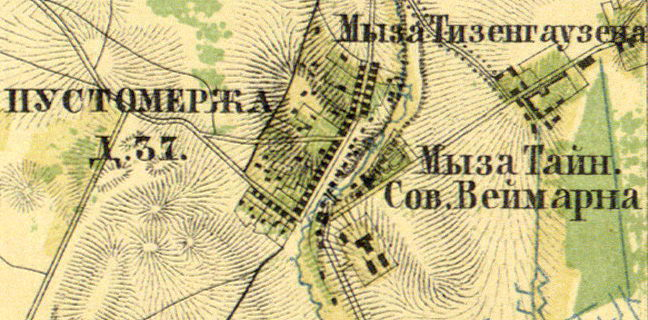
Деревня Пустомержа на карте 1860 года

Согласно «Топографической карте частей Санкт-Петербургской и Выборгской губерний» в 1860 году деревня называлась Пустомержа и насчитывала 37 дворов. В деревне находились Мыза Тизенгаузена и Мыза тайного советника Веймарна, а также две водяных мельницы на реке под названием Пустомержа.

БОЛЬШАЯ ПУСТОМЕРЖА — деревня владельческая при реке Нейме, по левую сторону Рожественского тракта, число дворов — 35, число жителей: 92 м. п., 125 ж. п. (1862 год)

БОЛЬШАЯ ПУСТОМЕРЖА — деревня, по земской переписи 1882 года: семей — 40, в них 123 м. п., 130 ж. п., всего 253 чел.

Согласно материалам по статистике народного хозяйства Ямбургского уезда 1887 года мыза Пустомержа площадью 1109 десятин принадлежала княгине Л. А. Оболенской, мыза была приобретена до 1868 года, княгиня сдавала в аренду право охоты, кузницу и 3 дачи; кроме того, имение при селении Большая Пустомержа площадью 1 десятина принадлежало вдове ямбургского мещанина Л. Е. Крыловой, имение было приобретено в 1879 году за 50 рублей, в имении был постоялый двор и лавка.

БОЛЬШАЯ ПУСТОМЕРЖА — деревня, число хозяйств по земской переписи 1899 года — 44, число жителей: 117 м. п., 131 ж. п., всего 248 чел.;
 разряд крестьян: бывшие владельческие; народность: русская — 240 чел., финская — 8 чел.

В 1900 году, согласно «Памятной книжке Санкт-Петербургской губернии», мыза Пустомержа площадью 1104 десятины принадлежала княгине Лидии Александровне Оболенской.
В конце XIX — начале XX века деревня административно относилась к Ястребинской волости 1-го стана Ямбургского уезда Санкт-Петербургской губернии. По приходским данным население деревни было смешанным — финско-русским.
По данным «Памятной книжки Санкт-Петербургской губернии» за 1905 год мызой Пустомержа владела княгиня Лидия Александровна Оболенская. Кроме того отрез земли мызы Пустомержа принадлежал князю Михаилу Владимировичу Оболенскому, а часть земель деревни Большая Пустомержа — царскосельскому купцу 2-й гильдии Исааку Александровичу Семёнову.
С 1917 по 1927 год деревня Большая Пустомержа входила в состав Пустомержского сельсовета Ястребинской волости Кингисеппского уезда.
Согласно данным переписи населения СССР 1926 года в деревне Пустомержа проживали 276 человек — большинство русские, а также эстонцы, латыши и поляки.
С февраля 1927 года в составе Кингисеппской волости. С августа 1927 года в составе Кингисеппского района.

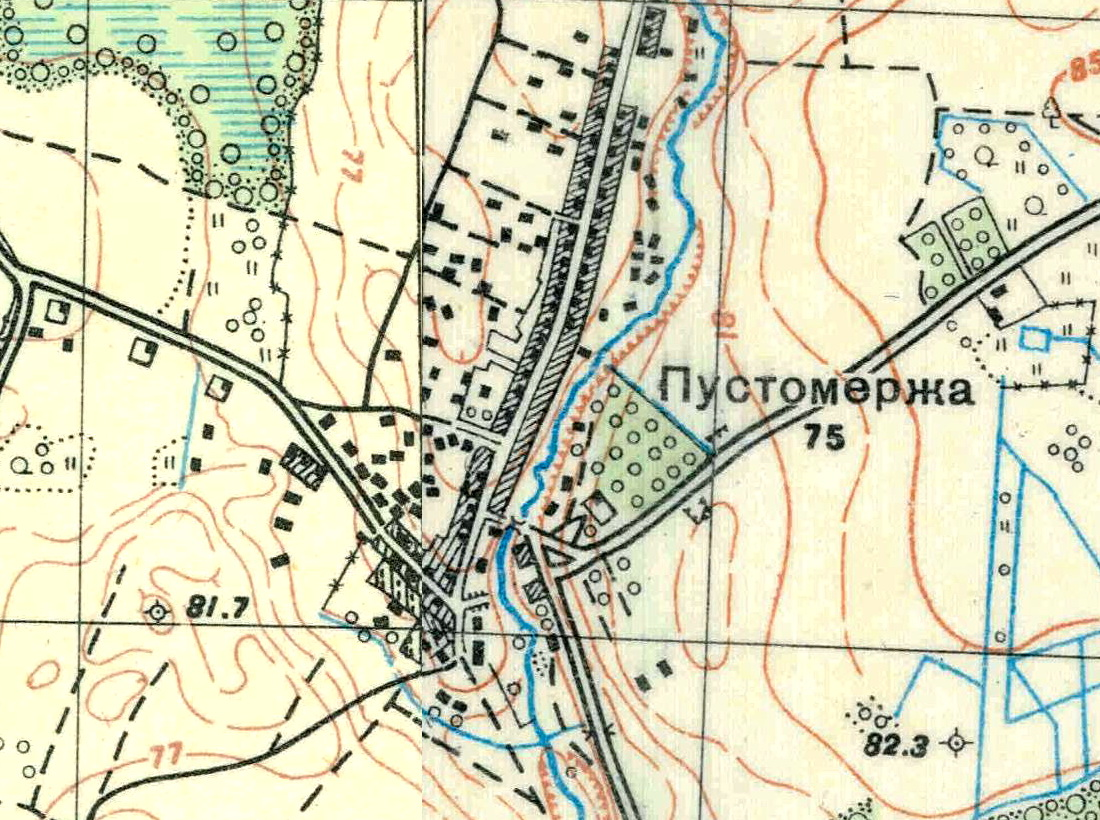
План деревни Большая Пустомержа. 1930 год

Согласно топографической карте 1930 года деревня называлась Пустомержа и насчитывала 75 дворов.
По данным 1933 года деревня Большая Пустомержа являлась административным центром Пустомержского сельсовета Кингисеппского района, в который входили 10 населённых пунктов: деревни Большая Пустомержа, Брюмбель, Выбеги, Корпово, Малая Пустомержа, Мануйлово, Онстопель, Проложки, Торма, Хорошево, общей численностью населения 1388 человека.
По данным 1936 года в состав Пустомержского сельсовета входили 14 населённых пунктов, 375 хозяйств и 3 колхоза.
Согласно топографической карте 1938 года деревня называлась Большая Пустомержа и насчитывала 81 двор. В деревне находились: сельсовет, школа и МТС.
C 1 августа 1941 года по 31 января 1944 года деревня находилась в оккупации.
В 1958 году население деревни Большая Пустомержа составляло 196 человек.
По данным 1966 и 1973 годов деревня Большая Пустомержа также находилась в составе Пустомержского сельсовета и являлась его административным центром.
По данным 1990 года деревня Большая Пустомержа являлась административным центром Пустомержского сельсовета, в который входили 19 населённых пунктов общей численностью населения 2110 человек. Население деревни Большая Пустомержа составляло 1006 человек.
В 1997 году в деревне Большая Пустомержа проживали 1287 человек, в 2002 году — 1270 человек (русские — 91 %), в 2007 году — 1399.

## География
Деревня расположена в юго-восточной части района на автодороге 41А-186 (Толмачёво — автодорога «Нарва») в месте примыкания к ней автодороги 41К-188 (Гостицы — Большая Пустомержа).
Расстояние до районного центра — 20 км.
Расстояние до ближайшей железнодорожной станции Веймарн — 2,5 км.
Через деревню протекает река Нейма.

## Демография
| 1838  | 1848  | 1857  | 1862  | 1882 | 1899 | 1990  |
| ----- | ----- | ----- | ----- | ---- | ---- | ----- |
| 29    | ↗282  | ↘231  | ↘217  | ↗253 | ↘248 | ↗1006 |
| 1997  | 2007  | 2010  | 2017  |      |      |       |
| ↗1287 | ↗1399 | ↘1257 | ↗1313 |      |      |       |

### Национальный состав
Согласно данным Всероссийской переписи населения 2021 года в деревне проживали 2854 человек, из них:
 русские — 2797, грузины — 8, абхазы — 7, белорусы — 6, татары — 5, казахи — 3, эстонцы — 3, молдаване — 2, украинцы — 2, армяне — 1, даргинцы — 1, карелы — 1, узбеки — 1, чуваши — 1, другие национальности — 14 человек, остальные национальность не указали.

## Экономика
- Мясокомбинат «Нейма»[37]

## Достопримечательности
- Усадьба Пустомержа или усадьба Веймарнов-Оболенских — старинная русская мыза, принадлежавшая дворянским родам Веймарнов и Оболенских.

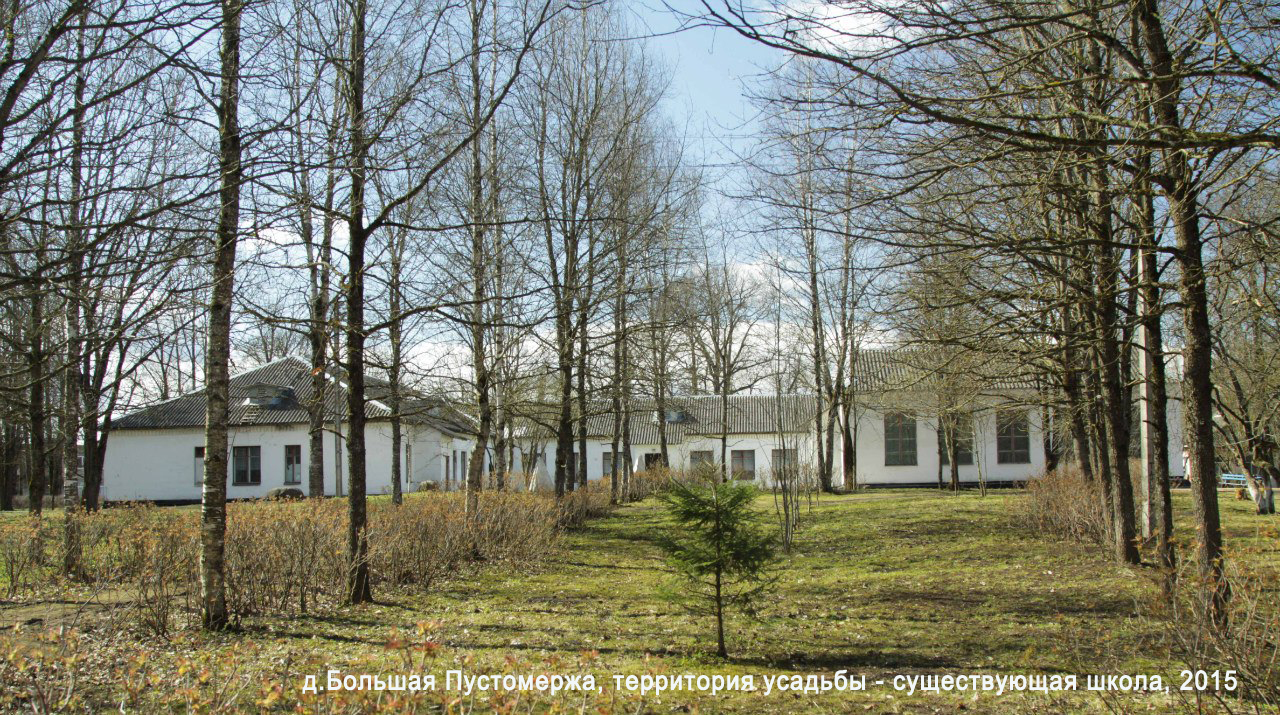
Школа в бывших хозяйственных постройках усадьбы
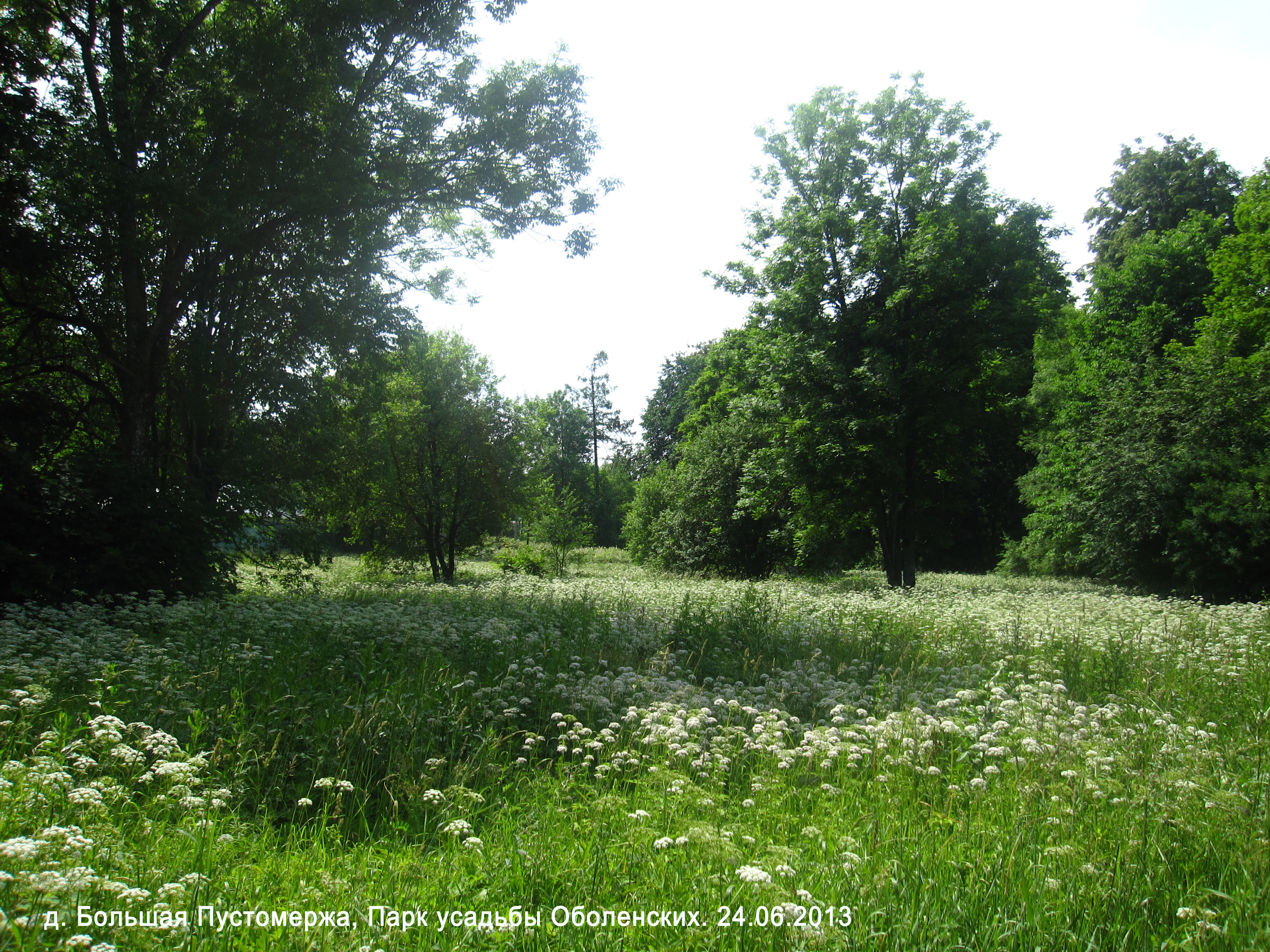
Парк бывшей усадьбы

## Улицы
Береговая, Звездная, Молодежная, Оболенского, Победы, Славный переулок, Славы, Спасская, Ямской переулок.